# Fissidens imbricatus
Fissidens imbricatus là một loài Rêu trong họ Fissidentaceae. Loài này được E. Britton & E.B. Bartram mô tả khoa học đầu tiên năm 1936.